# 上田昇
上田 昇 (英: Noboru Ueda, うえだ のぼる、1967年7月23日 - ) は、愛知県赤羽根町（現：田原市）出身のオートバイレーサー。愛称は「ノビー (Nobby)」。ロードレース世界選手権125ccクラスで長年活躍した。

## 経歴

### キャリア初期
高校3年のとき、初めてのバイクとしてヤマハ・FZ400Rを買い、蔵王山や国見峠などの峠道で腕を磨いた。翌年仙台の東北学院大学に進学したが2年で中退、鈴鹿に居を移してレース資金を貯め、新車のホンダ・RS125Rを購入し、1989年に鈴鹿サーキットのノービス125cc選手権でレースデビュー、シリーズランキング3位の成績を収めた。
翌1990年には国際A級に特別昇格を果たし、テクニカル・スポーツ(TSR)から全日本ロードレース選手権GP125クラスに参戦、西日本サーキットで1勝を挙げ、シリーズ7位を記録した。

### ロードレース世界選手権
1991年、上田は鈴鹿で開催されたロードレース世界選手権開幕戦日本GPにワイルドカード枠で出場すると、いきなりポール・トゥ・ウィンを果たす鮮烈なデビューを遂げた。そのままフル参戦を開始することとなり、第4戦スペインGPで2勝目を挙げるなどの活躍を見せ、ルーキー勢最上位となるシリーズランキング5位を記録した。
1992年には元世界チャンピオンのパオロ・ピレリ率いるチーム・ピレリに移籍、1994年にはGiviレーシングに移籍しアプリリアを駆る坂田和人らとタイトル争いを展開し、年間3勝でシリーズランキング2位を記録した。1997年にはクラス2年目のバレンティーノ・ロッシに次ぐ、自身2度目のシリーズ2位となった。1998年には当時現役ライダーだった友人のルーチョ・チェッキネロが立ち上げたチーム・LCRに移籍し、チームの共同運営にも携わるが、第5戦フランスGPでエンジン焼き付きで転倒、後続のライダーに右腕を轢かれて重傷を負い、6戦の欠場を強いられることとなった。
2001年には古巣のテクニカル・スポーツ(TSR)に移籍し、オリジナルシャシーのAC10Mでシーズンを戦った。2002年シーズン、上田はセンプルッチ・チームに移籍。第5戦イタリアGPの予選で骨盤と首を骨折する重傷を負うが、第11戦ポルトガルGPから復帰を果たした。そして最終戦の後、35歳の上田は現役引退を発表し、12年のグランプリ生活に終止符を打った。通算160戦出場・1412ポイント獲得は、共に125ccクラス史上最多記録である。

### 現役引退後の活動
引退後、上田はMotoGPのテレビ中継(NHK→日本テレビ)の解説者、オートバイレース関連番組（GAORA 「モトバトル」ほか）のコメンテーター等として活躍している。また、レーシングチーム「TEAM NOBBY」の代表を務め、2010年シーズンは全日本ロードレース選手権J-GP3クラスに山本剛大を、レッドブルMotoGPルーキーズカップに日浦大治朗をエントリーさせている。さらには、MotoGPに参戦している小山知良と富沢祥也の個人マネージャーも務めていた。また、ホンダレーシングスクール鈴鹿の講師も行っている。

## ロードレース世界選手権 戦績
| シーズン | クラス | チーム                               | バイク     | 出走 | 優勝 | 表彰台 | PP | ポイント | シリーズ順位 |
| -------- | ------ | ------------------------------------ | ---------- | ---- | ---- | ------ | -- | -------- | ------------ |
| 1991年   | 125cc  | TSR                                  | ホンダ     | 12   | 2    | 4      | 4  | 105      | 5位          |
| 1992年   | 125cc  | マールボロ・チーム・ピレリ           | ホンダ     | 12   | 0    | 3      | 0  | 57       | 9位          |
| 1993年   | 125cc  | マールボロ・チーム・ピレリ           | ホンダ     | 14   | 1    | 1      | 0  | 129      | 5位          |
| 1994年   | 125cc  | Giviレーシング                       | ホンダ     | 14   | 3    | 6      | 5  | 194      | 2位          |
| 1995年   | 125cc  | Giviレーシング                       | ホンダ     | 13   | 0    | 1      | 0  | 65       | 12位         |
| 1996年   | 125cc  | ドクショップ・レーシング             | ホンダ     | 15   | 0    | 2      | 1  | 126      | 7位          |
| 1997年   | 125cc  | チーム・ピレリ                       | ホンダ     | 15   | 4    | 9      | 3  | 238      | 2位          |
| 1998年   | 125cc  | GiviホンダLCR                        | ホンダ     | 8    | 1    | 1      | 4  | 62       | 13位         |
| 1999年   | 125cc  | GiviホンダLCR                        | ホンダ     | 16   | 1    | 6      | 1  | 171      | 5位          |
| 2000年   | 125cc  | GiviホンダLCR                        | ホンダ     | 16   | 0    | 4      | 1  | 153      | 5位          |
| 2001年   | 125cc  | FCC-TSR                              | TSR-ホンダ | 15   | 1    | 2      | 0  | 94       | 9位          |
| 2002年   | 125cc  | センプルッチ・アンガイア・レーシング | ホンダ     | 10   | 0    | 0      | 0  | 18       | 23位         |
| 合計     |        |                                      |            | 160  | 13   | 39     | 19 | 1412     |              |